# ELF Cup
Der ELF Cup (Abkürzung für Egalité, Liberté, Fraternité) war eine 2006 vom nordzyprischen Fußballverband (KTFF) veranstaltete Fußballmeisterschaft. Sie war für Mannschaften konzipiert, die nicht in der FIFA organisiert waren und damit nicht an der FIFA-Fußball-Weltmeisterschaft teilnehmen konnten.

## Entstehung
Das NF-Board, in dem die meisten Teams organisiert sind, wollte ursprünglich seinen Viva World Cup 2006 in der Türkischen Republik Nordzypern abhalten. Aufgrund von politischem Druck und Unstimmigkeiten mit dem KTFF wurde der Wettbewerb allerdings ins südfranzösische Okzitanien verlegt.
Der KTFF startete als Reaktionen seine eigene „Außenseiter-WM“ in der Türkischen Republik Nordzypern. Ein Teil der Mannschaften, die als Teilnehmer des Viva World Cups in der Türkischen Republik Nordzypern gehandelt wurden, erklärten daraufhin ihre Teilnahme am ELF Cup 2006, während andere Teams im NF-Board zum gleichzeitig stattfindenden Viva World Cup 2006 nach Okzitanien fuhren.

## ELF Cup 2006
Der ELF Cup 2006 fand zwischen dem 19. und 25. November 2006 in der international nicht anerkannten Türkischen Republik Nordzypern statt. Die Vorrunde wurde in zwei Gruppen mit insgesamt acht Mannschaften – in den drei Stadien von Güzelyurt, Girne und Gazimağusa – ausgespielt. Die Spiele der Hauptrunde wurden bis zum Finale in Lefkoşa gespielt.
Interessanterweise sind die zuletzt gemeldeten Teilnehmer aus Kirgisistan und Tadschikistan offizielle Mitglieder von AFC und FIFA, was der eigentlichen Idee des ELF Cups widerspricht.

### Vorrunde

#### Gruppe A
| Pl. | Land        | Sp. | S | U | N | Tore    | Diff. | Punkte |
| --- | ----------- | --- | - | - | - | ------- | ----- | ------ |
| 1.  | Kirgisistan | 3   | 2 | 0 | 1 | 007:300 | +4    | 06     |
| 2.  | Sansibar    | 3   | 1 | 2 | 0 | 003:200 | +1    | 05     |
| 3.  | Grönland    | 3   | 1 | 1 | 1 | 003:200 | +1    | 04     |
| 4.  | Gagausien   | 3   | 0 | 1 | 2 | 003:900 | −6    | 01     |

|                                              |   |             |     |
| 19. November 2006 um 12:00 Uhr in Girne      |   |             |     |
| Gagausien                                    | – | Grönland    | 0:2 |
| 19. November 2006 um 14:00 Uhr in Girne      |   |             |     |
| Kirgisistan                                  | – | Sansibar    | 0:1 |
| 20. November 2006 um 12:00 Uhr in Gazimağusa |   |             |     |
| Gagausien                                    | – | Kirgisistan | 2:6 |
| 20. November 2006 um 14:00 Uhr in Gazimağusa |   |             |     |
| Grönland                                     | – | Sansibar    | 1:1 |
| 21. November 2006 um 12:00 Uhr in Girne      |   |             |     |
| Grönland                                     | – | Kirgisistan | 0:1 |
| 21. November 2006 um 14:00 Uhr in Girne      |   |             |     |
| Gagausien                                    | – | Sansibar    | 1:1 |

#### Gruppe B
| Pl. | Land                  | Sp. | S | U | N | Tore    | Diff. | Punkte |
| --- | --------------------- | --- | - | - | - | ------- | ----- | ------ |
| 1.  | Türk. Rep. Nordzypern | 3   | 3 | 0 | 0 | 020:100 | +19   | 09     |
| 2.  | Krim                  | 3   | 2 | 0 | 1 | 003:600 | −3    | 06     |
| 3.  | Tadschikistan         | 3   | 1 | 0 | 2 | 005:700 | −2    | 03     |
| 4.  | Tibet                 | 3   | 0 | 0 | 3 | 000:140 | −14   | 0      |

|                                              |   |                       |      |
| 19. November 2006 um 12:00 Uhr in Güzelyurt  |   |                       |      |
| Tibet                                        | – | Tadschikistan         | 0:3  |
| 19. November 2006 um 18:30 Uhr in Güzelyurt  |   |                       |      |
| Krim                                         | – | Türk. Rep. Nordzypern | 0:5  |
| 20. November 2006 um 12:00 Uhr in Lefkoşa    |   |                       |      |
| Tibet                                        | – | Krim                  | 0:1  |
| 20. November 2006 um 14:00 Uhr in Güzelyurt  |   |                       |      |
| Türk. Rep. Nordzypern                        | – | Tadschikistan         | 5:1  |
| 21. November 2006 um 12:00 Uhr in Gazimağusa |   |                       |      |
| Tadschikistan                                | – | Krim                  | 1:2  |
| 21. November 2006 um 14:00 Uhr in Gazimağusa |   |                       |      |
| Türk. Rep. Nordzypern                        | – | Tibet                 | 10:0 |

### Finalrunde

#### Halbfinale
|                                           |   |          |           |
| 23. November 2006 um 15:00 Uhr in Lefkoşa |   |          |           |
| Kirgisistan                               | – | Krim     | 2:3 n. V. |
| 23. November 2006 um 17:00 Uhr in Lefkoşa |   |          |           |
| Türk. Rep. Nordzypern                     | – | Sansibar | 5:0       |

#### Spiel um Platz 3
|                                           |   |          |                      |
| 25. November 2006 um 14:30 Uhr in Lefkoşa |   |          |                      |
| Kirgisistan                               | – | Sansibar | 2:2 n. V., 7:6 n. E. |

#### Finale
|                                           |   |      |     |
| 25. November 2006 um 16:30 Uhr in Lefkoşa |   |      |     |
| Türk. Rep. Nordzypern                     | – | Krim | 3:1 |

## Bisherige Gewinner
- 2006  Türk. Rep. Nordzypern